# Dyrżawno pyrwenstwo w piłce nożnej (1929)
Dyrżawno pyrwenstwo (1929) było 5. edycją najwyższej piłkarskiej klasy rozgrywkowej w Bułgarii. W rozgrywkach brało udział 10 zespołów. Tytułu nie obroniła drużyna Slawia Sofia. Nowym mistrzem Bułgarii został zespół Botew Płowdiw.

## 1. runda
- Szipczenski Sokol Warna – Han Omurtag Szumen 5 – 0
- Rakowski Ruse – Czardafon Gabrowo 3 – 2
- Lewski Plewen – Maria Luisa Łom 2 – 0
- Lewski Burgas – Trajana Stara Zagora 3 – 1

## Ćwierćfinały
- Szipczenski Sokol Warna – Rakowski Ruse 2 – 0
- Lewski Sofia – Lewski Plewen 2 – 0
- Botew Płowdiw – Lewski Burgas 3 – 1

## Półfinał
- Botew Płowdiw – Szipczenski Sokol Warna 3 – 1

## Finał
- 3 października 1929:
Lewski Sofia – Botew Płowdiw 0 – 1

Zespół Botew Płowdiw został mistrzem Bułgarii.